# Marion Jones Farquhar

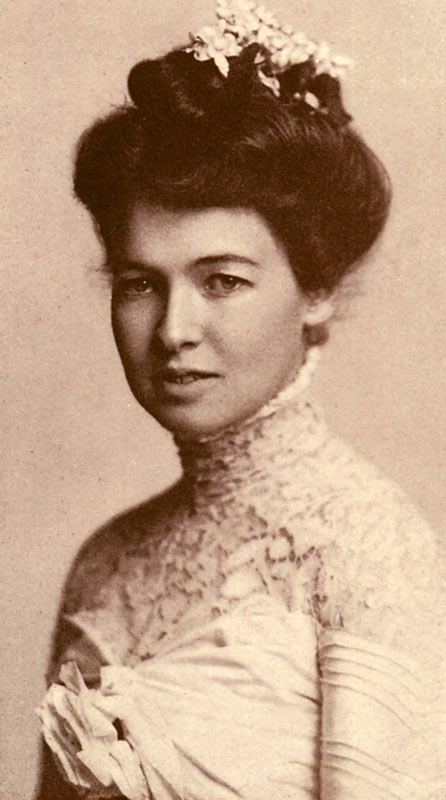
Marion Jones Farquha

Marion Jones Farquhar, född 2 november 1879, Gold Hill, Nevada, USA, död 14 mars 1965 var en amerikansk högerhänt tennisspelare.

## Tenniskarriären
Marion Jones Farquhar är känd som den första amerikanskan som tävlade i Wimbledonmästerskapen. Hon ställde upp i turneringen 1900 och nådde ända till kvartsfinalen. 
Hon var första gången singelfinalist i Amerikanska mästerskapen 1898. Hon förlorade mot Juliette Atkinson som vann med 6-3 5-7 6-4 2-6 7-5. Året därpå, 1899, spelade Marion Jones också final i mästerskapen. Hon mötte då Maud Banks som hon besegrade med 6-1 6-1 7-5. Hon vann därmed den första av sina 2 singeltitlar i turneringen.
År 1902 mötte hon Elisabeth Moore i final och besegrade henne med 6-1 1-0, uppgivet. Moore fick revansch året därpå, 1903, då hon besegrade Jones, också detta år i finalen, med 7-5 8-6. 
Hon vann dubbeltiteln i Amerikanska mästerskapen 1902 tillsammans med Juliette Atkinson. 
Marion Jones Farquhar blev 1900 tillsammans med sin yngre syster Georgina det första amerikanska syskonpar som deltog i Olympiska sommarspelen. Hon vann bronsmedalj i singel och mixed dubbel i Parisspelen.

## Spelaren och personen
Marion Jones Farquhar upptogs 2006 i International Tennis Hall of Fame.

## Grand Slam-titlar
- Amerikanska mästerskapen
  - Singel - 1899, 1902
  - Dubbel - 1902
  - Mixed dubbel - 1901